# Gauchito Gil (película)
Gauchito Gil es una película de Argentina filmada en colores dirigida por Fernando Del Castillo sobre su propio guion que se estrenó el 4 de junio de 2020 y que tuvo como actores principales a Roberto Vallejos, Claudio Da Passano, Paula Brasca y Éstel Gómez.
Otros filmes sobre el personaje Gauchito Gil  fueron el cortometraje La cruz Gil, dirigido por Víctor Benítez, con fotografía de Tristán Bauer; la película El gauchito Gil: La sangre inocente (2006) de Ricardo Becher y Tomás Larrinaga; el documental Antonio Gil (2013), de Lía Dansken, el largometraje Gracias Gauchito (2018), de Christian Jure y la también reciente película Un gauchito gil (2020), de Joaquín Pedretti.

## Sinopsis
En Corrientes, en 1870, el exsoldado Antonio Gil vuelve de luchar en la Guerra de la Triple Alianza y cuando fue obligado a alistarse en las filas del liberalismo correntino, Gil -que se identifica con bando opuesto de los autonomistas- huye,  comienza a ser perseguido por desertor y cuatrero y se refugia en el monte donde forma una cuadrilla de asalto.

## Reparto
Participaron del filme los siguientes intérpretes:
- Roberto Vallejos
- Claudio Da Passano
- Paula Brasca
- Éstel Gómez
- Santiago Vicchi
- Gerardo Maleh
- Marta Lubos
- Francisco Alegre

## Comentarios
Paraná Sendrós en Ámbito Financiero escribió:

”El santo correntino viene teniendo una rara evolución postmortem. De gaucho bueno, creyente humilde, capaz de bendecir a su verdugo, se está convirtiendo en un recio y resentido justiciero social que anda a los tiros sin ningún espíritu religioso…el film que ahora vemos, agitado, preciosista, sentencioso, medio confuso, con vocación lírica entre Favio y Patroni Griffi, cuidada fotografía de Mauricio Heredia, paisajes de Paso de los Libres y alrededores.”

Juan Pablo Cinelli en Página 12 opinó:

”… el director usa al western como vehículo para contrabandear ese relato histórico… Como un Robin Hood sapucay que reparte su botín entre la peonada, el prófugo (Gauchito Gil) se convierte en héroe del pueblo. La vida del matrero, que en la actualidad es venerado como un santo, le sirve a Del Castillo para exponer de forma sucinta el contexto histórico y su apuesta funciona…A pesar de los excesos de una musicalización demasiado presente y connotativa, y de las dificultades de una producción limitada, Gauchito Gil consigue narrar lo histórico y rescatar lo heroico para comprender lo mítico.

Adolfo C. Martínez en La Nación escribió:

” El paso de los años prosigue manteniendo vigente a ese gaucho ya convertido en leyenda y foco de la devoción popular, y con indudable emotividad el novel director Fernando del Castillo retrata a su personaje y a su entorno hasta convertirlos en un canto de amor, de amistad, de injusticia y, sobre todo, de libertad.